# Gerardo Maiella
Gerardo Maiella (Muro Lucano, 6 aprile 1726 – Materdomini, 16 ottobre 1755) è stato un religioso italiano della Congregazione del Santissimo Redentore. Beatificato da papa Leone XIII nel 1893,  è stato canonizzato da papa Pio X nel 1904.

## Biografia
Figlio di un modesto sarto di nome Domenico originario di Baragiano e di una donna del popolo di nome Benedetta Galella, Gerardo Maiella nacque a Muro Lucano (PZ) nel 1726. Dopo la prematura morte del padre entrò al servizio del vescovo di Lacedonia Claudio Albini. Morto questo prelato, Gerardo, che già avvertiva da molto tempo la chiamata del Signore alla vita religiosa, cercò invano di essere ammesso tra i frati cappuccini della sua città natale, non riuscendoci a causa della sua salute cagionevole.
Nel 1748 ebbe modo di conoscere un gruppo di sacerdoti redentoristi impegnati in una missione popolare nella sua Muro e, contro il parere della madre, si unì alla nuova famiglia religiosa. Scappato di casa grazie all'aiuto di un lenzuolo usato a mo' di fune per calarsi dalla finestra e lasciato un biglietto alla madre nel quale aveva scritto "mamma, perdonami, vado a farmi santo", Gerardo si unì alla compagnia dei missionari redentoristi dai quali, solo dopo molte insistenze, fu accettato. Successivamente conobbe a Deliceto anche Domenico Blasucci, con cui ebbe un rapporto di amicizia.
Lavoratore instancabile, nonostante la sua fragilissima salute che, dapprincipio, aveva reso i superiori restii ad ammetterlo nella Congregazione, Gerardo si contraddistinse sempre per il suo spirito di penitenza e per una giocondità d'animo non comuni.
Il 16 luglio 1752, festa del Santissimo Redentore, pronunciò i voti solenni nella Congregazione Redentorista fondata da Sant'Alfonso Maria de' Liguori nel 1732: nei conventi dove fu destinato si dedicò alle mansioni più umili senza trascurare la preghiera e la penitenza. I fedeli lo ricordano dotato del dono dei miracoli; nella sua breve esistenza i fatti prodigiosi raccontati e legati alla sua persona furono tanti e tali da meritargli in vita la fama di taumaturgo. Tra i tanti presunti miracoli si raccontano estasi, bilocazioni, scrutazione dei cuori, moltiplicazione dei viveri e guarigioni.
Fra i tanti ricordati dalla tradizione ne citiamo alcuni. Anzitutto il miracolo del mare avvenuto a Napoli: in località Pietra del pesce una folla urlante assisteva agli inutili sforzi di alcuni marinai che, nel mare in tempesta, cercavano inutilmente di salvarsi. Accorso Gerardo sul luogo, subito, fattosi il segno della croce, iniziò a camminare sul mare e, afferrata la barca «con due ditelle», come raccontava ingenuamente lui a Materdomini ai confratelli, come se la cosa fosse normale, la trascinò a riva. Un altro miracolo degno di nota è quello relativo alla moltiplicazione delle derrate in occasione della carestia del 1754. In quell'inverno a Caposele molti erano coloro che, costretti dalla penuria di alimenti, bussavano alla porta del collegio redentorista. Gerardo, per sfamare tutti, vuotò letteralmente le dispense che, miracolosamente, si riempivano di pane e di ogni ben di Dio.
Amico dei poveri e dei contadini, Gerardo, che negli ultimi anni faceva il questuante, riscosse negli ambienti popolari un'ammirazione straordinaria. Si narra, infatti, che quando passava di paese in paese, ali di folla lo aspettavano sui margini delle strade per avere la sua benedizione o per vedere soltanto questo umile fraticello che, sempre col sorriso, si sforzava di salutare tutti. Ricchi, poveri, nobili, borghesi, umili facevano a gara per poterlo ospitare e godere della sua presenza. Era conosciuto come "Il padre dei poveri" - così lo chiamavano - "l'Angelo" e "L'Apostolo della Valle del Sele", che ancora oggi si gloria di custodire i suoi resti mortali nel Santuario eretto sulla sua tomba in Materdomini.
Gerardo conservò sempre la sua encomiabile umiltà e la fede nell'obbedienza alla volontà di Dio manifestata dai suoi superiori.
Il suo animo umile brillò particolarmente nell'episodio della calunnia. Il fatto si verificò nel 1754: accusato ingiustamente da una certa Nerea Caggiano di avere avuto una relazione con lei, Gerardo non replicò e rimase in silenzio per un mese, subendo pazientemente le gravi sanzioni dei suoi superiori; finalmente la Caggiano, pentita, confessò di aver detto il falso, scagionandolo. Lo stesso Sant'Alfonso in quella occasione ne lodò l'ammirevole pazienza mostrata nella triste vicenda. "La fede mi è vita e la vita mi è fede" e "volontà di Dio in cielo, volontà di Dio in terra", soleva dire e, soprattutto, osservare.
Gerardo Maiella oggi è universalmente invocato come protettore delle donne incinte. La leggenda narra che poco prima di morire aveva fatto finta di dimenticare, a Oliveto Citra, un suo fazzoletto presso la casa di una famiglia che l'ospitava. Una bambina, allora, gli corse dietro per restituirglielo, ma Gerardo le disse di tenerlo perché un giorno le sarebbe servito. Passati alcuni anni - Gerardo era già morto - la bambina, diventata sposa, gridava per le doglie del parto. I medici la davano per spacciata. Giunta quasi in fin di vita, si ricordò del fazzoletto di fratel Gerardo e volle che glielo posassero aperto sulla pancia. Appena ricevutolo, i dolori cessarono e la donna diede alla luce senza alcuna difficoltà il suo primo figlio.
Morì di tisi nel convento redentorista di Materdomini di Caposele all'età di 29 anni, il 16 ottobre 1755, dopo un breve periodo trascorso a letto durante il quale, si dice, non mancarono i fatti prodigiosi. Sempre secondo la leggenda la mattina dopo la morte del Santo, il fratello laico incaricato di suonare la campana a morto per dare l'annuncio funebre, fu preso da una forza misteriosa nelle braccia le quali, sottratte alla sua volontà, suonarono a festa le campane, dando così l'annuncio gioioso della nascita al cielo di Gerardo. La chiesetta dove il suo corpo venne esposto fu subito presa d'assalto da una moltitudine di gente venuta dalla vicina Caposele e anche da lontano, avvertita quest'ultima della morte del Santo.

## Il culto

Francobollo che celebra San Gerardo Maiella e raffigura il santuario in Materdomini

Nonostante la sua causa di beatificazione fosse iniziata tardi (a 80 anni dalla morte) per diverse ragioni, nel corso del tempo è stato continuo e crescente il numero di coloro che hanno invocato il patrocinio di Gerardo. Per questa fama sanctitatis sempre viva e mai assopita, papa Leone XIII lo dichiarò beato il 29 gennaio 1893; fu poi canonizzato da papa Pio X l'11 dicembre 1904.

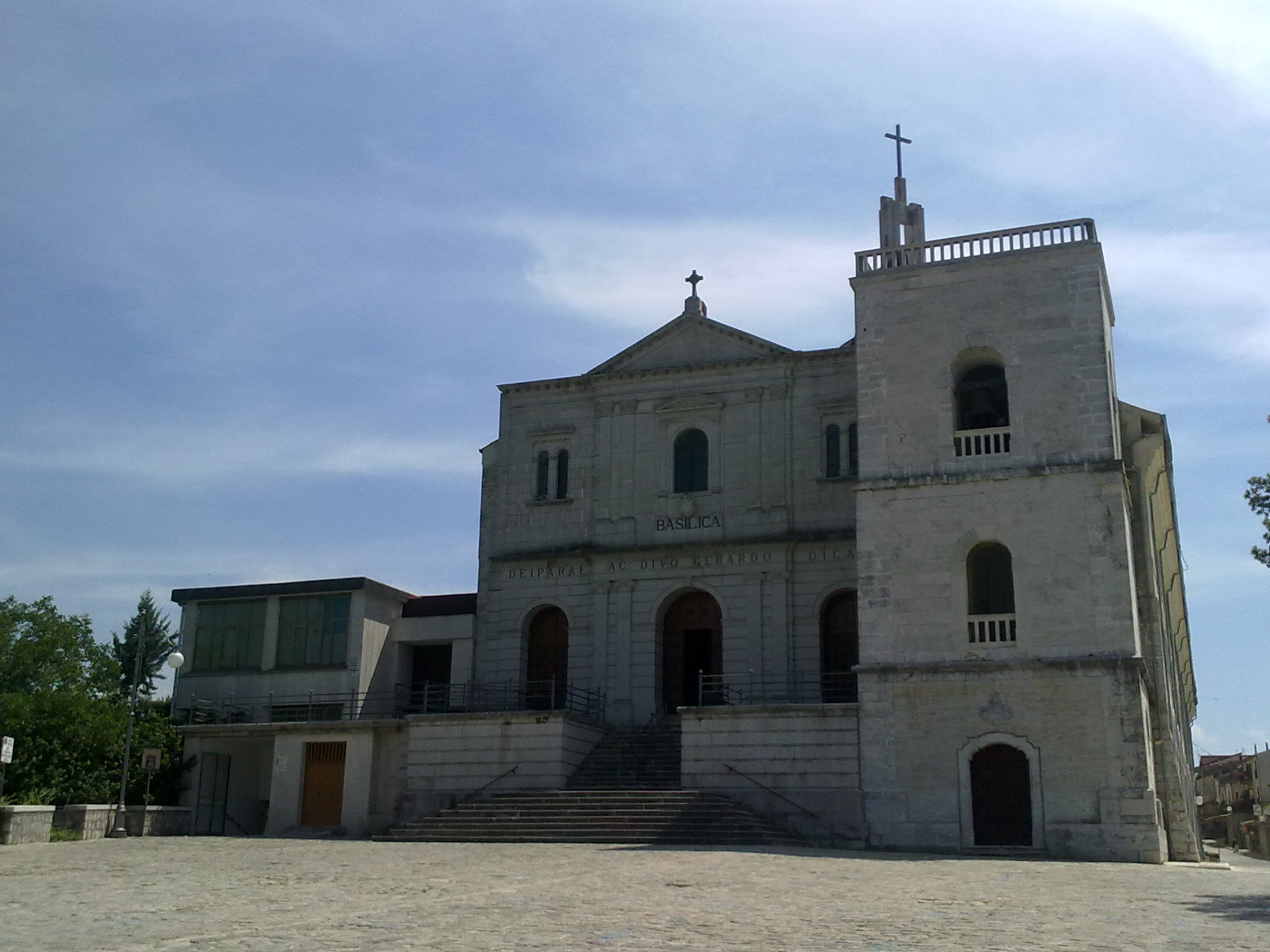
Facciata della Basilica di San Gerardo Maiella in Materdomini (Av)

Il culto del Santo è presente in diverse parti del mondo, ed è particolarmente vivo nelle zone da lui visitate come Deliceto, i paesi della provincia di Avellino, tra i quali Lacedonia e Materdomini, che ne conserva le spoglie mortali, e ancora Corato, Contursi Terme (di cui è compatrono), San Gregorio Magno, Buccino, Muro Lucano, Baragiano, Vietri di Potenza, Pescopagano, Potenza, Monopoli, Molfetta, San Giorgio del Sannio, Tropea; un suo santuario si trova pure nel territorio del comune di Piedimonte Etneo e vi è un ulteriore santuario a lui dedicato a Sant'Antonio Abate, paese di cui è compatrono e dove è stato fondato, nel 1930, l'ordine delle Suore Gerardine di Sant'Antonio Abate. Il 29 gennaio 2022, nel 129º anniversario della sua Beatificazione, proprio a San Giorgio del Sannio, lì dove il Santo ha operato strepitosi prodigi (nel 1867 e nel 1901), la Chiesa Madre del paese è stata elevata al titolo di Santuario in onore di San Gerardo Maiella. A Lanzara dall'aprile 1903 è attiva l'Associazione delle Gerardine. Il culto si è diffuso in maniera capillare anche in Europa, Oceania e America. Numerose, infatti, sono le chiese, gli ospedali e le Case a lui dedicate. Incessanti i pellegrinaggi alla sua tomba: si calcola che più di un milione di pellegrini vi si recano ogni anno per venerare le sue spoglie mortali. Il suo Santuario è particolarmente frequentato dalle giovani mamme. A tal riguardo degna di nota è la bellissima Sala dei fiocchi, le cui pareti e il cui soffitto sono ricoperti da migliaia di fiocchi rosa e celeste che le mamme, in segno di ringraziamento, hanno nel corso degli anni donato al Santo.
Il martirologio romano fissa per la sua memoria liturgica la data del 16 ottobre.
Inoltre a Materdomini e a Caposele è festeggiato anche la prima domenica di settembre.